# Narukan
Narukan is een bestuurslaag in het regentschap Rembang van de provincie Midden-Java, Indonesië. Narukan telt 1305 inwoners (volkstelling 2010).